# Grande Esfinge de Gizé
Grande Esfinge de Gizé (em árabe: أبو الهول; Abu al-Haul), comumente referida apenas como Esfinge, é uma estátua de pedra calcária que representa uma esfinge (uma criatura mítica com corpo de leão e cabeça humana) localizada no planalto de Gizé, na margem oeste do rio Nilo, em Gizé, Egito. O rosto do monumento é geralmente considerado como uma representação do rosto do faraó Quéfren.
É a maior estátua feita de monólito no mundo, com 73,5 metros de comprimento, 19,3 metros de largura e 20,22 m de altura. É a mais antiga escultura monumental conhecida e é comumente tida como uma obra construída por egípcios antigos do reino velho Reino Antigo durante o reinado do faraó Quéfren (c. 2558–2532 a.C.).

## História

### Nomes
É impossível identificar o nome que os criadores chamavam a estátua, pois a Grande Esfinge não aparece em nenhuma inscrição conhecida do Reino Antigo e não há inscrições em nenhum lugar descrevendo sua construção ou seu objetivo original. No Novo Reino, a Esfinge era reverenciada como a divindade solar Hórus e o faraó Tutemés IV (1401–1391 ou 1397–13). 1388 aC) se refere especificamente a ela como tal em sua "Estela do Sonho".
O nome comumente usado "Esfinge" foi dado a ela na antiguidade clássica, cerca de 2000 anos após a data geralmente aceita de sua construção por referência a uma besta mitológica grega com corpo de leão, cabeça de mulher e asas de águia (embora, como a maioria das esfinges egípcias, a Grande Esfinge tem a cabeça de um homem e não possui asas).

### Construtor e período

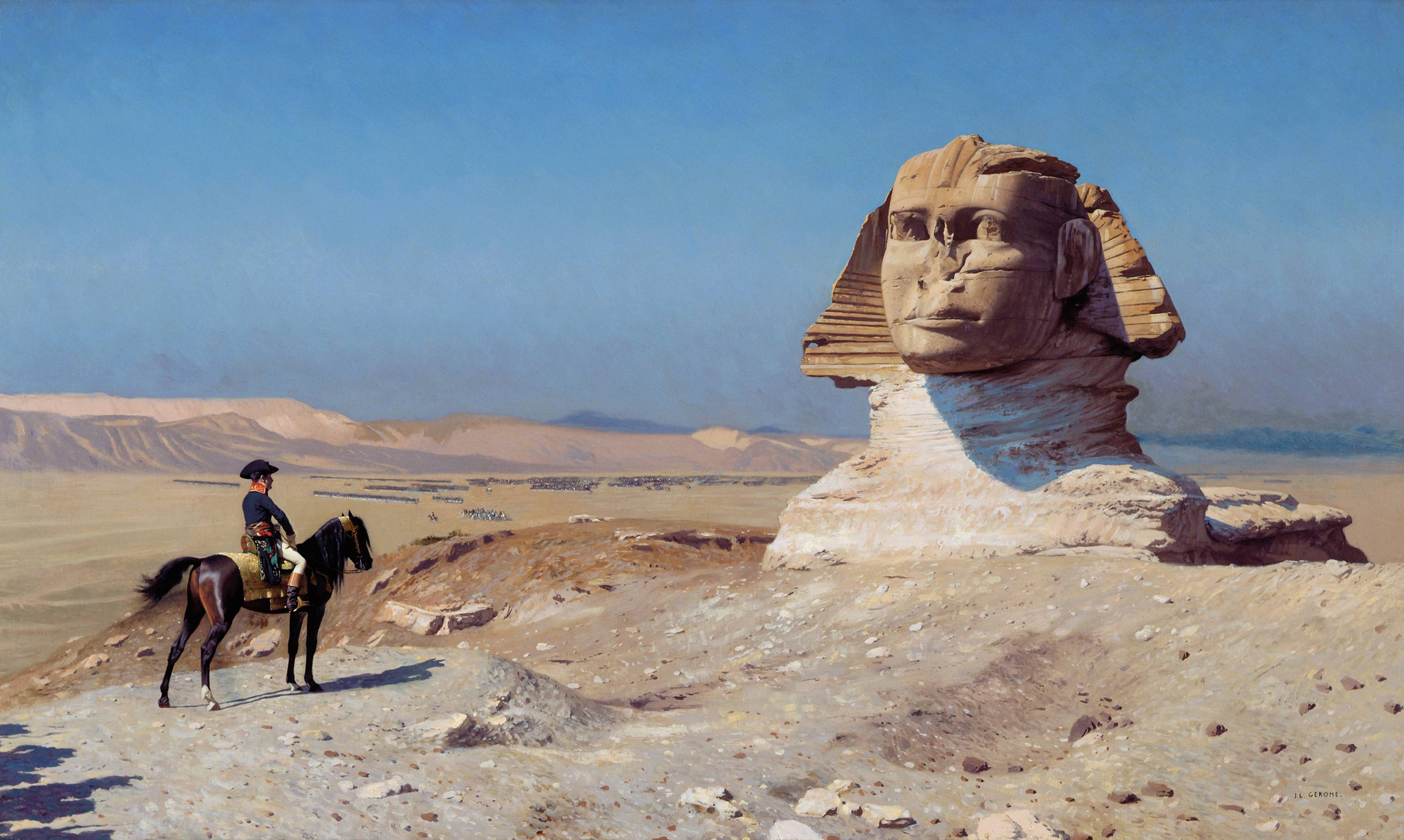
Bonaparte diante da Esfinge, (ca. 1868) por Jean-Léon Gérôme.

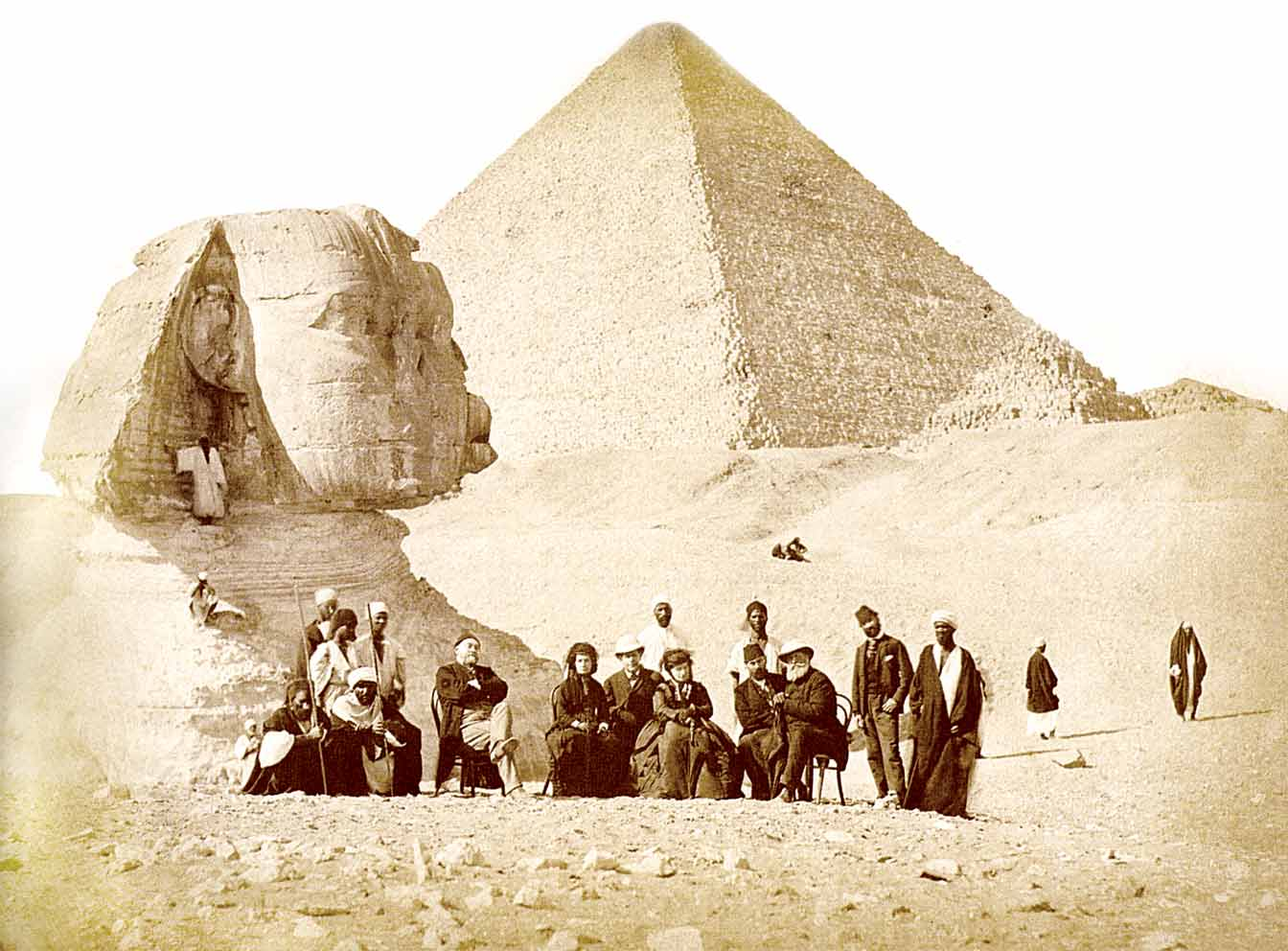
Auguste Mariette (sentado à esquerda) e Pedro II do Brasil (sentado à direita) com outros imperadores durante visita ao complexo de Gizé em 1871

Embora tenha havido evidências e pontos de vista conflitantes ao longo dos anos, a opinião da moderna egiptologia permanece que a Grande Esfinge foi construída em aproximadamente 2 500 a.C. para o faraó Quéfren, o construtor da Segunda Pirâmide de Gizé.
Selim Hassan, escrevendo em 1949 sobre as escavações do recinto da Esfinge, resumiu o problema:
Levando tudo em consideração, parece que devemos dar o crédito a Khafre pela construção da estátua mais maravilhosa do mundo, mas sempre com esta reserva: não existe uma única inscrição contemporânea que conecte a Esfinge a Khafre; portanto, por mais que pareça, devemos tratar as evidências como circunstanciais, até que um golpe de sorte da pá da escavadeira revele ao mundo uma referência definitiva à construção da Esfinge.
A "evidência circunstancial" mencionada por Hassan inclui a localização da Esfinge no contexto do complexo funerário em torno da Segunda Pirâmide, que é tradicionalmente conectada a Khafre. Além da Calçada, da Pirâmide e da Esfinge, o complexo também inclui o Templo da Esfinge e o Templo do Vale, os quais exibem um design semelhante de seus pátios internos. O Templo da Esfinge foi construído usando blocos cortados do recinto da Esfinge, enquanto os do Templo do Vale foram extraídos do planalto, sendo que alguns pesavam mais de 100 toneladas.
Uma estátua de diorito de Khafre, que foi descoberta enterrada de cabeça para baixo junto com outros detritos no Templo do Vale, é reivindicada como um suporte adicional à teoria de Khafre.
A Estela dos Sonhos, erigida muito mais tarde pelo faraó Tutemés IV (1401–1391 ou 1397–1 388 a.C.), associa a Esfinge a Quéfren (Cafre). Quando a estela foi descoberta, suas linhas de texto já estavam danificadas e incompletas, e se referiam apenas a Caf, não a Cafre. Um extrato foi traduzido:
que trazemos para ele: bois ... e todos os legumes jovens; e louvaremos Wenofer ... Caf ... a estátua feita para Atum-Hor-em-Aquete.

### Restauração

A Esfinge nos anos 1930.

Após o Complexo de Gizé ter sido abandonado, a Esfinge ficou enterrada até seus ombros pela areia do deserto. A primeira tentativa documentada de uma escavação data de c. 1 400 a.C., quando o jovem Tutemés IV (1401-1391 ou 1397-1 388 a.C.) reuniu uma equipe e, depois de muito esforço, conseguiu desenterrar as patas dianteiras, entre as quais ele colocou uma placa de granito, conhecida como o Estela do Sonho. Mais tarde, Ramessés II (1279–1213) pode ter tentado levar adiante uma segunda escavação.
O egiptólogo Mark Lehner inicialmente afirmou que não houve uma tentativa de restauração durante o Reino Antigo (c. 2686–2184), embora ele tenha posteriormente se retratado.
No ano de 1817, a primeira escavação arqueológica moderna, supervisionada pelo capitão italiano Giovanni Battista Caviglia, desenterrou o peito da Esfinge completamente. Todo o monumento foi finalmente escavado entre 1925 e 1936, durante escavações lideradas por Émile Baraize. Em 1931, engenheiros do governo egípcio repararam a cabeça da estátua, porque parte tinha caído em 1926 devido à erosão, que também tinha criado profundas rachaduras em seu pescoço.

## Características

### Construção
A Esfinge é um monólito esculpido na rocha do planalto de Gizé, que também serviu de pedreira para as pirâmides e outros monumentos da região. O calcário nummulítico da área consiste em camadas que oferecem resistência diferente à erosão (causada principalmente pelo vento e pela areia soprada pelo vento), levando à degradação desigual aparente no corpo da Esfinge. A parte mais baixa do corpo, incluindo as pernas, é uma rocha sólida. O corpo do leão até o pescoço é formado por camadas mais suaves que sofreram uma desintegração considerável. A camada em que a cabeça foi esculpida é muito mais dura. Sabe-se que existem vários buracos "sem saída" dentro e abaixo do corpo da Grande Esfinge, provavelmente escavadas por caçadores de tesouros e ladrões de túmulos.

### Nariz perdido
A estátua está sem seu nariz de um metro de largura. O exame do rosto da Esfinge mostra que hastes longas ou cinzéis foram martelados no nariz, um abaixo da ponte e outro abaixo da narina, e depois usados para forçar o nariz para baixo. Mark Lehner, que realizou um estudo arqueológico, concluiu que ele foi quebrado com instrumentos entre os séculos III e X.

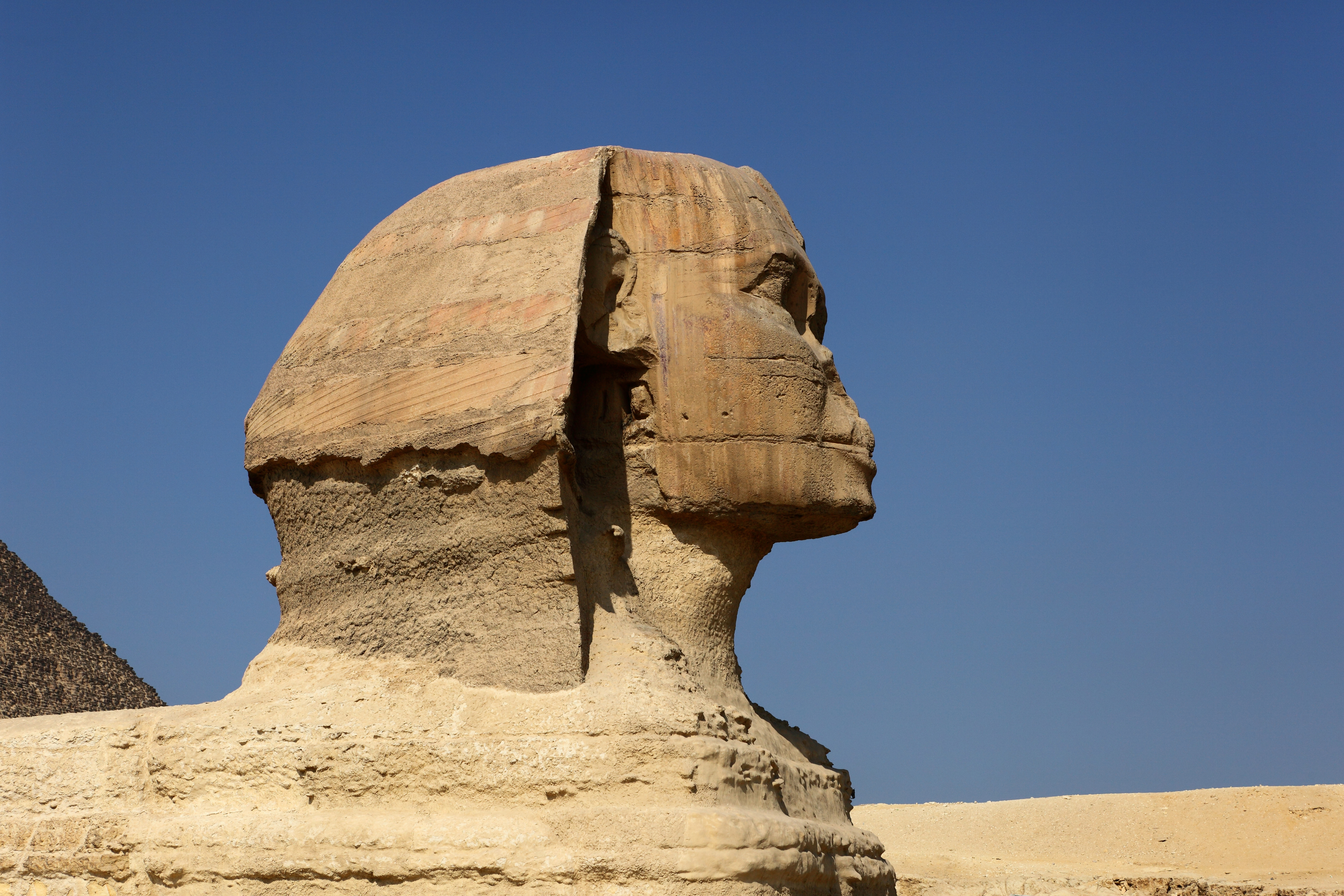
A Esfinge em perfil em 2010

Os desenhos da Esfinge de Fréderic Louis Norden em 1757 mostraram o nariz faltando. Existem muitos contos populares sobre a destruição de seu nariz. Um conto o atribui erroneamente a balas de canhão disparadas pelo exército de Napoleão Bonaparte. Outros contos atribuem isso ao trabalho dos mamelucos. Desde o século X, alguns autores árabes afirmam que é resultado de ataques iconoclastas.
O historiador árabe Almacrizi, escrevendo no século XV, atribui a perda do nariz a Maomé Sair Aldar, um muçulmano sufi do khanqah de Saíde Alçuada em 1378, que encontrou os camponeses locais fazendo oferendas à Esfinge na esperança de aumentar sua colheita. Ele então decidiu desfigurar a Esfinge em um ato de iconoclastia. De acordo com Almacrizi, muitas pessoas que moravam na área acreditavam que o aumento da areia que cobria o platô de Gizé era uma retribuição ao ato de desfiguração de Aldar. Ibn Qadi Shuhba menciona seu nome como Maomé ibne Alçadique ibne Maomé Atibrizi Almasri, que morreu em 1384. Ele atribuiu a profanação das esfinges de Canatir Alciba construídas pelo sultão Baibars e também disse que ele poderia ter profanado a Grande Esfinge. Alminufi afirmou que a Cruzada Alexandrina em 1365 foi um castigo divino para um xeique sufi do khanqah de Saíde quebrando o nariz da estátua.

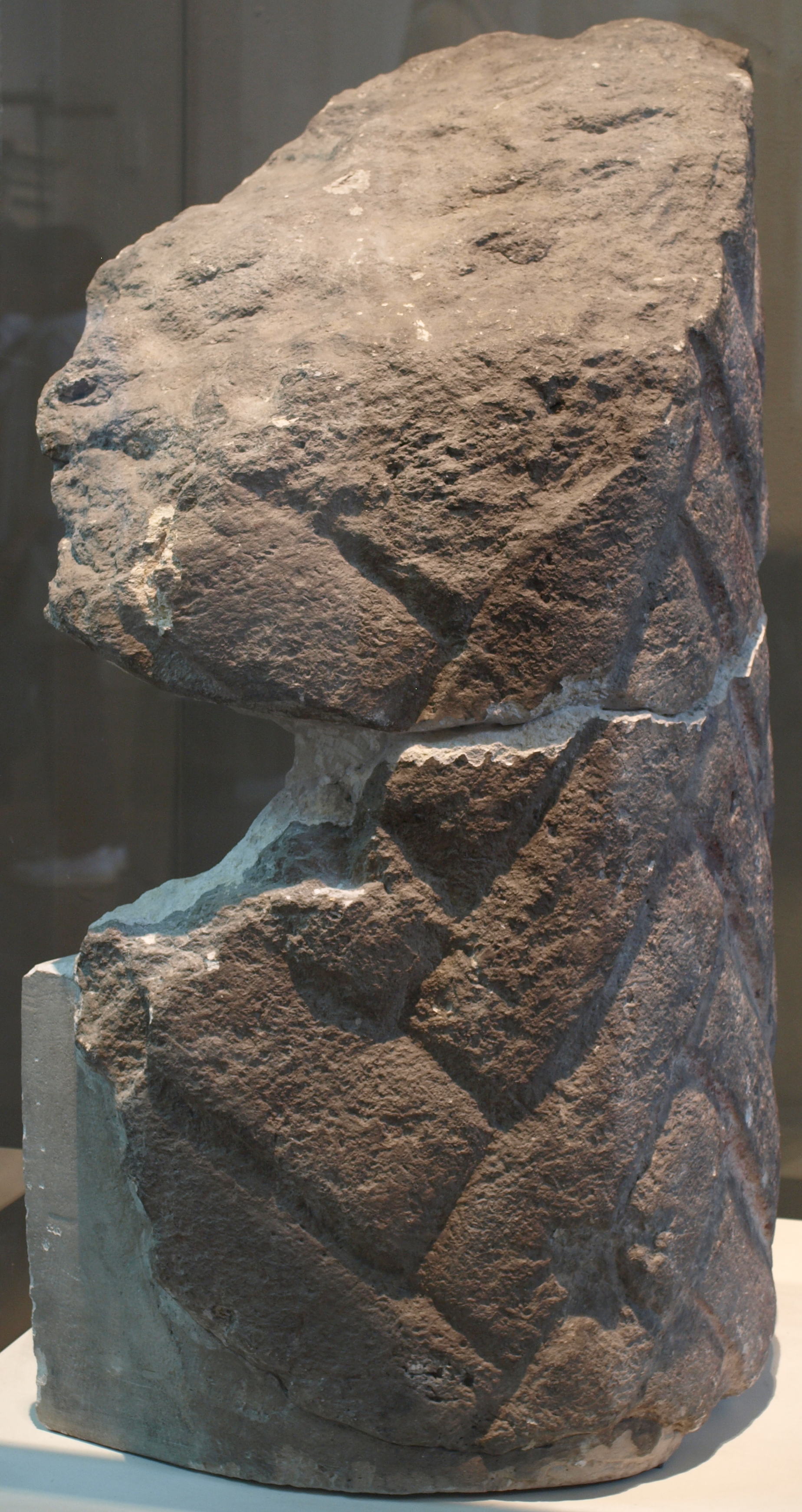
Fragmentos de pedra calcária da barba da Esfinge no Museu Britânico, século XIV a.C.

Além do nariz perdido, acredita-se que uma barba faraônica cerimonial tenha sido afixada, embora isso possa ter sido adicionado em períodos posteriores após a construção original. O egiptólogo Vassil Dobrev sugeriu que, se a barba fosse uma parte original da Esfinge, ela teria danificado o queixo da estátua ao cair. Resíduos de pigmento vermelho são visíveis em áreas do rosto da Esfinge. Traços de pigmento amarelo e azul foram encontrados em outras partes da Esfinge, levando Mark Lehner a sugerir que o monumento "já foi decorado com cores berrantes de histórias em quadrinhos".

### Mitologia
Colin Reader propôs que a Esfinge era o foco da adoração solar no início da Época Tinita, antes que o planalto de Gizé se tornasse uma necrópole no Reino Antigo (c. 2686–2134). Ele vincula isso às suas conclusões de que a Esfinge, o templo da Esfinge, a calçada e o templo mortuário de Quéfren fazem parte de um complexo que antecede a IV dinastia egípcia (c. 2613–2494). O leão tem sido um símbolo associado ao sol nas antigas civilizações do Oriente Próximo. As imagens que descrevem o rei egípcio na forma de um leão ferindo seus inimigos datam desde o início do período dinástico. No Reino Novo, a Esfinge tornou-se mais especificamente associada ao deus do sol Hórus. O faraó Amenófis II (1427–1401 ou 1 397 a.C.) construiu um templo ao nordeste da Esfinge quase 1000 anos após sua construção e o dedicou ao culto ao deus.
Alguns não-egípcios antigos viam isso como uma semelhança com o deus Horom. O culto da Esfinge continuou nos tempos medievais. Os sabianos de Harrã o consideravam o local de sepultamento de Hermes Trismegisto. Os autores árabes descreveram a Esfinge como um talismã que protegia a área do deserto. Almacrizi o descreve como o "talismã do Nilo", do qual os locais acreditavam que o ciclo das cheias dependia. Dreses afirmou que aqueles que desejam obter posições burocráticas no governo egípcio ofereceram incenso ao monumento.